# Castelldefels
Castelldefels est une ville de la province de Barcelone, en Catalogne, en Espagne, de la comarque de Baix Llobregat
Son premier nom fut Castrum Felix, puis Castello de Feles pour enfin prendre le nom définitif de Castelldefels.

## Géographie
Commune située dans l'Àrea Metropolitana de Barcelona. La cité possède une plage et est très proche de Sitges, Gavà et Sant Boi de Llobregat.

## Politique et administration
La ville de Castelldefels comptait 67 307 habitants aux élections municipales du 28 mai 2023. Son conseil municipal (en espagnol : Pleno del Ayuntamiento) se compose donc de 25 élus.
Depuis les premières élections municipales démocratiques de 1979, la ville a connu de nombreuses alternances.

### Maires
| Mandat    | Maire | Maire                                                  | Parti | Majorité |
| --------- | ----- | ------------------------------------------------------ | ----- | -------- |
| 1979-1983 |       | Agustín Marina Pérez (ca)                              | PSC   | 8 / 21   |
| 1983-1987 |       | Agustín Marina Pérez (ca)                              | PSC   | 15 / 21  |
| 1987-1991 |       | Agustín Marina Pérez (ca)                              | PSC   | 12 / 21  |
| 1991-1995 |       | Agustín Marina Pérez (ca)                              | PSC   | 11 / 21  |
| 1995-1999 |       | Agustín Marina Pérez (ca)                              | PSC   | 9 / 21   |
| 1999-2003 |       | Agustín Marina Pérez (ca) Antonio Padilla Reche (2002) | PSC   | 9 / 21   |
| 2003-2007 |       | Antonio Padilla Reche                                  | PSC   | 8 / 21   |
| 2007-2011 |       | Antonio Padilla Reche Joan Sau (2009)                  | PSC   | 9 / 25   |
| 2011-2015 |       | Manuel Reyes López (ca)                                | PP    | 8 / 25   |
| 2015-2019 |       | Candela López Tagliafico (ca)                          | IC-V  | 4 / 25   |
| 2015-2019 |       | María Miranda (ca)                                     | PSC   | 4 / 25   |
| 2019-2023 |       | María Miranda (ca)                                     | PSC   | 6 / 25   |
| 2023-2027 |       | Manuel Reyes López (ca)                                | PP    | 12 / 25  |

## Lieux et monuments
Son château date du Xe siècle.
Le canal Olympique fut créé pour les jeux olympiques de Barcelone 1992.
Pendant la Guerre d'Espagne, sa prison servit à incarcérer de nombreux déserteurs des Brigades internationales.

## Personnalités
- L'acteur britannique George Sanders s'y suicida le 25 avril 1972.
- Lionel Messi et d'autres footballeurs du FC Barcelone y résident.
- La romancière catalane Annabel Cervantes y réside.

## Jumelages
Lormont (France) depuis 1988
 La Habana Vieja (Cuba)